# Distretto di Wuhua
Il distretto di Wuhua (五华区S, Wǔhuá QūP) è un distretto della Cina, situato nella provincia di Yunnan e amministrato dalla prefettura di Kunming.